# ボリクア大学
ボリクア大学 (英: Boricua College) は、アメリカ合衆国ニューヨーク市にある高等教育機関である。この大学はプエルトリカンおよび他のヒスパニックたちに教育をもたらすために設立された。ボリクアとは、プエルトリコ先住民のタイノ族に由来する言葉で、「プエルトリコ人」を意味する。
この大学では、大部分はバイリンガルである130名の正教授陣と100名の臨時教授陣が雇われており、1,200名の生徒たちに教育を行っている。

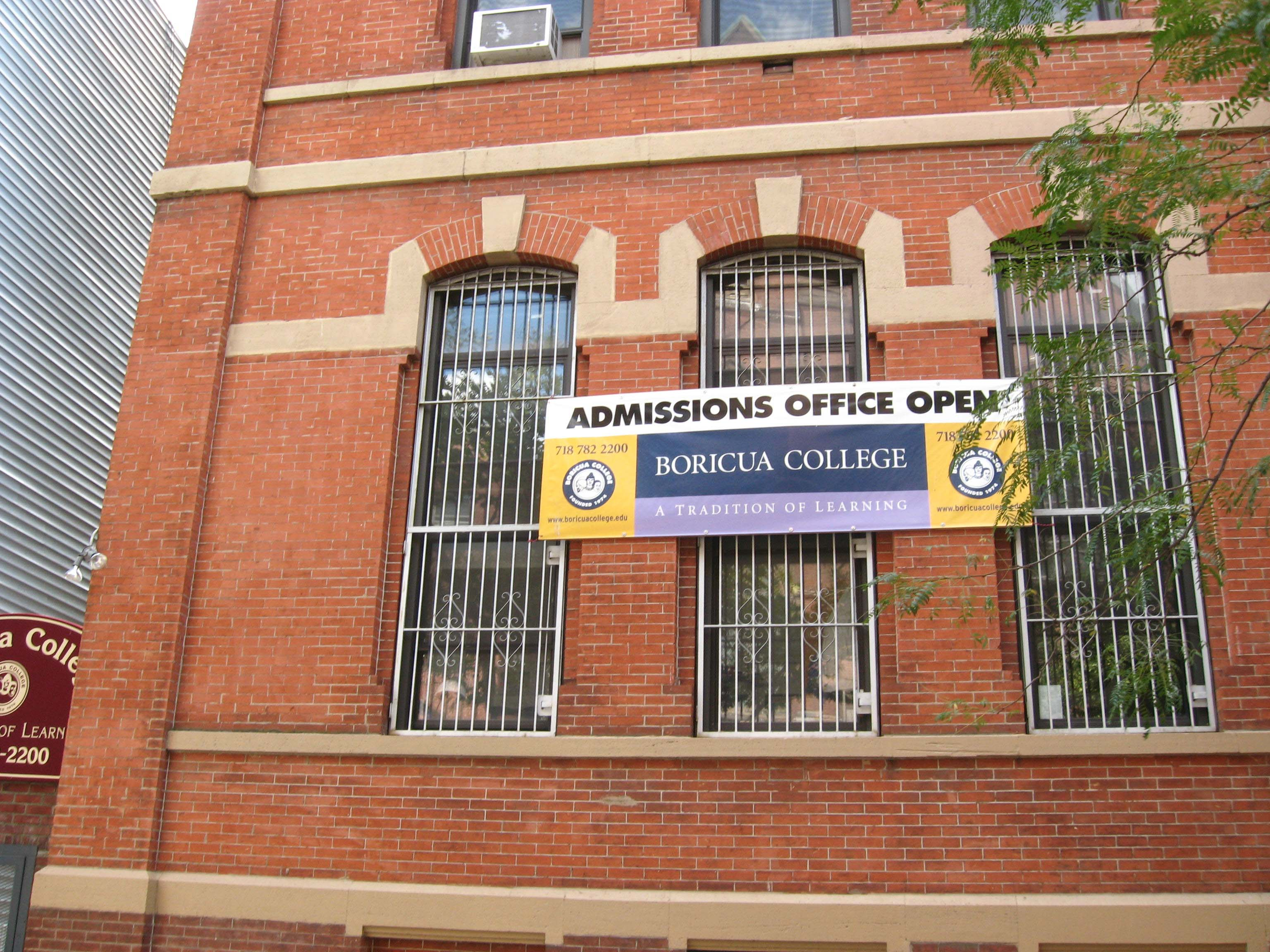
ウィリアムスバーグ ノース6thストリート

キャンパスは、マンハッタン ワシントンハイツのオーデュポン・テラス、ブルックリン ノースウィリアムスバーグ、ブルックリン イーストウィリアムスバーグおよびブロンクスに所在する。
ボリクア大学の卒業生として、民主党のニューヨーク州下院議員のFelix Ortizがいる。